# Бетел (аеропорт)
Аеропорт Бетел (англ. Bethel Airport), (IATA: BET, ICAO: PABE, FAA ідент. місц.: BET) — державний цивільний аеропорт, розташований в шести кілометрах на північний захід від центрального ділового району міста Бетел (Аляска), США.

## Операційна діяльність
Аеропорт Бетел займає площу в 427 га (1045 акрів), розташовується на висоті 38 метрів над рівнем моря і експлуатує дві злітно-посадочні смуги:
- 18/36 розмірами 1951 х 46 метрів з асфальтовим покриттям;
- 11/29 розмірами 567 х 23 метрів з гравійним покриттям.

За період з 22 червня 2006 року по 22 червня 2007 року Аеропорт Бетел обробив 122 000 операцій злетів і посадок літаків (334 операцій щодня). З них 54 % припало на аеротаксі, 41 % — на авіацію загального призначення, 4 % зайняли регулярні комерційні рейси і 1 % — рейси військової авіації.
Аеропорт використовувався як база для 232 повітряних суден, з них 90 % склали однодвигунові літаки, 7 % — багатодвигунові, 2 % — вертольоти і 1 % — літаки військової авіації.

## Авіалінії та напрямки на грудень 2018

### Пасажирські
| Авіакомпанія    | Пункт призначення |
| --------------- | --- |
| Alaska Airlines | Анкоридж |
| Grant Aviation  | Чефорнак, Чевак, Еммонак, Кіпнак, Котлік, Квігіллінгок, Ньюток, Скеммон-Бей, Токсук-Бей, Тунунак |
| Ravn Alaska     | Акіачак, Акіак, Анкоридж, Аніак, Атмаутлуак, Чефорнак, Чевак, Ік, Гудньюс-Бей, Гупер-Бей, Калскаг, Касіглук, Кіпнак, Конгіганак, Кветлук, Квігіллінгок, Маршалл, Мекор'юк, Маунтін-Віллидж, Ньюток, Найтм'ют, Нунапітчук, Pilot Station, Платинум, Квінхагак, Рашан-Мішон, Сент-Меріс, Скеммон-Бей, Токсук-Бей, Тулуксак, Тунтутуліак Тунунак |
| Yute Air        | Акіачак, Акіак, Атмаутлуак, Чафорнак, Ік, Гудньюс-Бей, Касіглук, Кіпнак, Конгіганак, Квігіллінгок, Кветлук, Маршалл, Напакіак, Напаскіак, Newtok, Найтм'ют, Нунапітчук, Пайлот-Стейшн, Платинум, Квінхагак, Токсук-Бей, Тулускак, Тунтутуліак, Тунунак                                                                                        |

## Вантажні авіакомпанії
- Alaska Central Express
- Arctic Transportation Services
- Lynden Air Cargo
- Northern Air Cargo